# 平賀譲
平賀 譲（ひらが ゆずる、1878年〈明治11年〉3月8日 - 1943年〈昭和18年〉2月17日）は、日本の海軍軍人（海軍造船官）、造船学者、華族。学位は工学博士（1919年・文部大臣）。最終階級は海軍技術中将。位階勲等爵位は従三位勲一等男爵。東京帝国大学十三代総長。
大正時代から昭和初期にかけて海軍艦政本部で艦艇設計に従事し、妙高型重巡洋艦などの画期的な重武装艦を設計したことで知られる。

## 生涯

### 生い立ち
1878年（明治11年）3月8日、東京府（現・東京都）生まれ。本籍は広島県広島市。父・百左衛門は芸州藩士から維新政府に仕えた主計官。兄・徳太郎も海軍軍人（海兵18期、最終階級は海軍少将）。
横須賀鎮守府から海軍大学校など父の転勤にともなって神奈川小学校、戸部小学校、横須賀汐入小学校を経て、泰明小学校高等科に1年半ばかり在籍した。1890年、東京府尋常中学校（現・東京都立日比谷高等学校）入学。
1895年3月31日、東京府尋常中学校卒業。日清戦争のおり海軍兵学校を目指すも近視もあって体格検査で落第する。同年9月11日、第一高等学校工科に入学。
1898年7月8日、東京帝国大学工科大学造船学科（現・東京大学工学部システム創成学科）入学。同年7月10日、第一高等学校工科卒業。
1899年4月1日、母親、さらに父親も亡くしていたため、給費付きの海軍造船学生試験に応募し採用となる。

### 海軍造船官
1901年6月27日、海軍造船中技士（中尉相当）。同年7月10日、東京帝国大学工科大学造船学科首席卒業。同年7月17日、横須賀海軍造船廠に着任。
1903年9月28日、海軍造船大技士（大尉相当）。1904年1月15日、呉海軍工廠造船部々員。1905年1月27日、イギリス駐在を命じられる。同年2月8日、結婚。同年2月28日、横浜発、アメリカ経由でイギリスへ向かう。同年4月7日 ロンドン着。同年10月1日、グリニッジ王立海軍大学校造船科修学開始。1908年6月30日、グリニッジ王立海軍大学校造船科卒業。同年10月1日、帰朝を命じられる。出発まで、イギリス・イタリア・フランスの諸造船所を見学する。同年12月12日、日本郵船丹波丸でロンドン発。1909年1月26日、横浜に帰着。同年2月3日、海軍艦政本部々員。同年9月25日、東京帝国大学工科大学講師。
同年10月1日、海軍造船少監（少佐相当）1912年8月5日 横須賀海軍工廠造船部々員。同年8月16日、東京帝国大学工科大学講師解嘱。同年8月16日、製図工場長、新造主任。戦艦「山城」、巡洋戦艦「比叡」、二等駆逐艦「樺」を担当。
同年12月1日、海軍造船中監（中佐相当）。1913年6月10日、造船工場長兼任。1916年、4月7日、造船工場長兼務を免ぜらる。5月5日、海軍技術本部々員、造船監督官。海軍技術本部第四部に勤務、八八艦隊主力艦の基本計画を担当。5月18日、臨時海軍軍事調査会委員。
1917年 4月1日 海軍造船大監（大佐相当）1918年10月19日、東京帝国大学工科大学（後に工学部）教授兼任。1919年3月8日、文部大臣より工学博士の学位を受く。同年9月22日、法令改正により海軍造船大監あらため海軍造船大佐。1920年10月1日、海軍艦政本部再編、海軍技術本部々員あらため海軍艦政本部々員。同年12月1日、第四部長に山本開蔵就任に伴い、計画主任を命ぜらる。
1922年6月1日、海軍造船少将。海軍艦政本部出仕。引き続き第四部に勤務。同年7月1日、海軍艦政本部技術会議々員。1923年10月1日 計画主任を解任。同日、主としてワシントン条約下の列強建艦状況調査のため、欧米各国に出張を命ぜらる。同年11月22日 日本郵船ロンドン線の香取丸にて横浜発。1924年8月3日 横浜に帰着。以後約1年、不遇の日々を送る。同年12月18日、皇太子（即位前の昭和天皇）、東郷平八郎元帥海軍大将、財部彪海軍大臣、鈴木貫太郎・井出謙治軍事参議官に対して講話を行い、皇太子から各種質問を受ける。1925年2月3日、海軍大臣に「欧米視察所見」を提出。同年6月3日、海軍技術研究所造船研究部長。同年12月7日、海軍技術研究所所長兼造船研究部長、艦政本部技術会議々員。1926年11月1日、造船研究部長の兼務を解かる。
同年12月1日、海軍造船中将。1928年4月10日、官制改正により、海軍艦政本部技術会議々員あらため海軍技術会議議員。同年8月 ワシントン海軍軍縮条約によって廃艦が決まった駆逐艦「夕立」を実験艦として海上曳航抵抗実験を実施。1929年7月31日、金剛代艦私案（設計X）を海軍技術会議に提出、計画主任藤本喜久雄の艦政本部案と対決。

### 予備役編入後
1931年3月20日、待命。同年3月31日、予備役（退職金7855円、恩給年俸3124円）。同年4月1日、三菱造船株式会社（後の三菱重工業株式会社）技術顧問。
1934年4月7日、友鶴事件により設置された「臨時艦艇性能調査会」の事務嘱託、艦艇復原性能改正対策を精力的に指導。同年6月7日 「臨時艦艇性能調査会」事務嘱託を解かる。
1935年3月22日、船体抵抗実験をまとめた論文はイギリス造船協会に評価され、外国人初の1934年度金牌授与を決定。同年4月1日 海軍艦政本部の造船業務嘱託、そのころから超弩級戦艦「大和」（大和型戦艦）の設計に携わる。

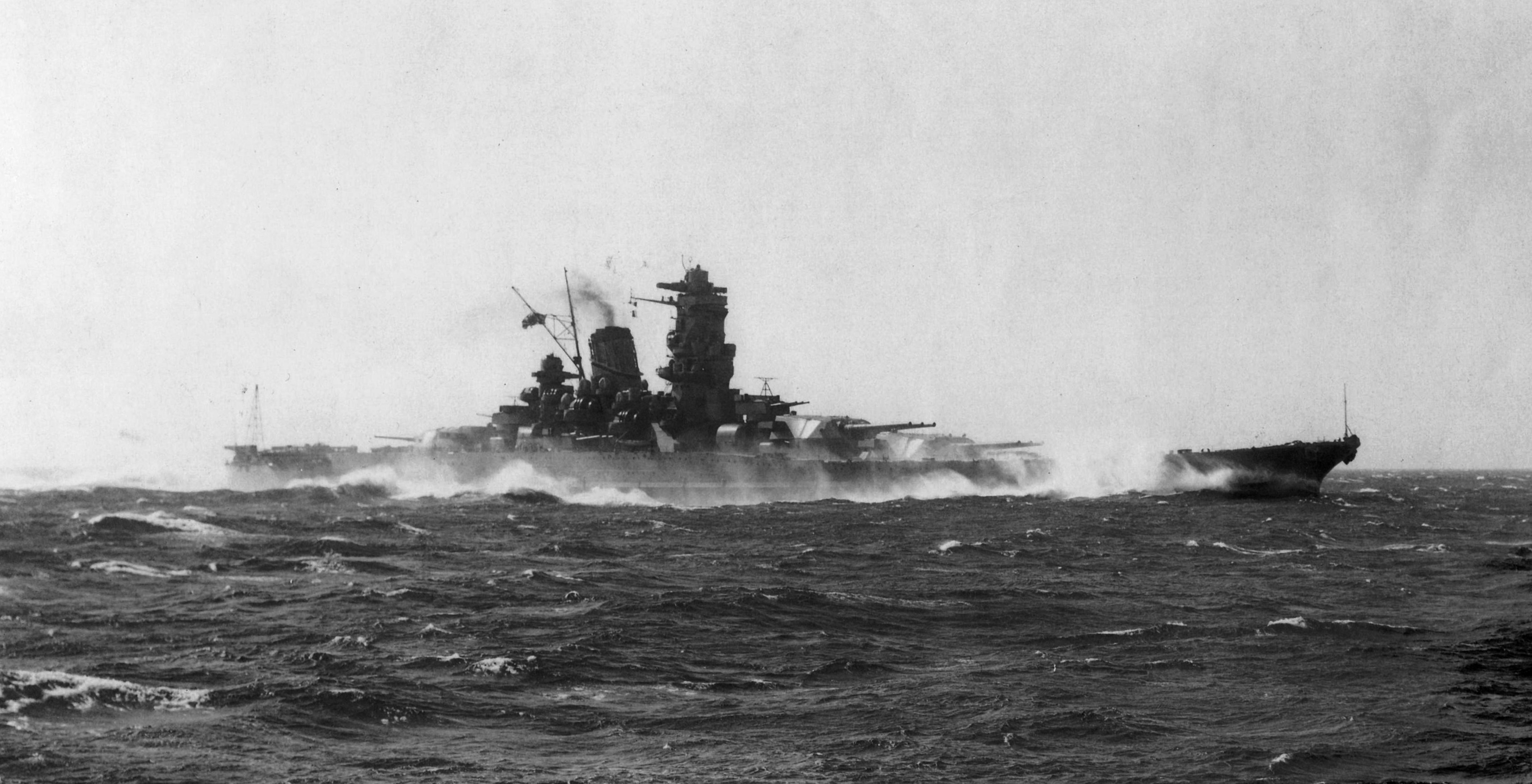
戦艦大和

同年10月31日 第四艦隊事件により「臨時艦艇性能改善調査委員会」設置、海軍艦政本部嘱託として改正対策を強力に指導。翌11月、熔接制限を第四部長山本幹之助に建言。
1936年1月、平賀提案による「船体構造電気熔接使用方針」を制定。

#### 東京帝国大学総長
1938年12月20日、東京帝国大学十三代総長に就任する。太平洋戦争時は陸軍には好意的な態度をとらなかった。東京帝大総長就任時、英語教育に力を入れたり、東条英機首相の大学卒業式参列には最後まで反対した。最終的には東条首相は式に参列し勇壮ながらも空疎な式辞を述べたのに対し、平賀の式辞は開戦以来の浮かれた気分を否定しアメリカの工業力や学力の軽視を戒め、「功を急ぐとは、自己の名利を急ぐの意味であって、これを大にしては国を誤り」と暗に軍部を批判するもので、すでに病魔に侵されていた平賀の声は、かぼそく淡淡としたものであった。
1939年1月から翌2月にかけて、所謂「平賀粛学」が起こった。東大経済学部において土方成美筆頭の国家主義派と河合栄治郎筆頭の自由主義派の教授の対立が起こり、平賀譲は荒木貞夫文部大臣に喧嘩両成敗で両者の休職を具申した。それに対して、経済学部教授13人が舞出長五郎に辞表を提出し、結果的に13名が追放された。平賀は助教授以下の辞職撤回や教員の補充により1940年までに事態を収束させた。
1942年4月、平賀の尽力と支援により、東京帝国大学第二工学部（現・生産技術研究所）設置。同年5月には平賀の尽力と支援により、興亜工業大学（現・千葉工業大学）が設置される。東大第二工学部と興亜工大は共に千葉県に位置し、盛んに交流が行われた。
同年11月1日、法令改正により、海軍造船中将あらため海軍技術中将となる。
同年12月20日、東京帝国大学総長に再任される。だが、すでに健康を極度に損ね、結核菌に喉頭を冒されていた。

### 逝去
1943年2月17日午後7時55分、東京帝国大学医学部附属病院で嚥下性肺炎により64歳にて死去。
同年2月18日、脳保存のため、緒方知三郎（病理学教室教授）の執刀により解剖。現在、平賀の脳は東大医学部に保存されている。
同年2月22日、天皇・皇后から幣帛ならびに祭資を下賜される。
同年2月23日、東京帝国大学安田講堂にて大学葬を挙行した。
墓は府中市多摩町の多磨霊園にある。東大総長現職のまま死に、大学葬まで執り行われたのは平賀のみである。

## 栄典
位階
- 1901年（明治34年）9月30日 - 従七位[8][9]
- 1903年（明治36年）12月19日 - 正七位[8][10]
- 1909年（明治42年）3月1日 - 従六位[8][11]
- 1913年（大正2年）2月10日 - 正六位[8][12]
- 1917年（大正6年）4月20日 - 従五位[8][13]
- 1921年（大正10年）5月30日 - 正五位[8][14]
- 1926年（大正15年）7月2日 - 従四位[8][15]
- 1931年（昭和6年）4月15日 - 正四位[8][16]
- 1937年（昭和12年）8月16日 - 従三位[8][17]

勲章等
- 1906年（明治39年）4月1日 - 勲五等双光旭日章・明治三十七八年従軍記章[8]
- 1913年（大正2年）11月28日 - 勲四等瑞宝章[8][18]
- 1915年（大正4年）
  - 11月7日 - 勲三等瑞宝章・大正三四年従軍記章[8]
  - 11月10日 - 大礼記念章（大正）[8]
- 1920年（大正9年）11月7日 - 勲三等旭日中綬章・大正三年乃至九年戦役従軍記章・戦捷記章
- 1926年（大正15年）
  - 2月25日 - 勲二等瑞宝章[8][19]
  - 11月18日 - 旭日重光章[8]
- 1928年（昭和3年）11月14日 - 大礼記念章（昭和）[8]
- 1937年（昭和12年）6月3日 - 勲一等瑞宝章[8][20]
- 1943年（昭和18年）2月17日 - 依勲功特授男爵[8][21]・旭日大綬章[22]

外国勲章佩用允許
- 1924年（大正13年）10月8日 - フランス共和国：レジオンドヌール勲章コマンド―ル[23]

## 平賀艦艇設計の評価

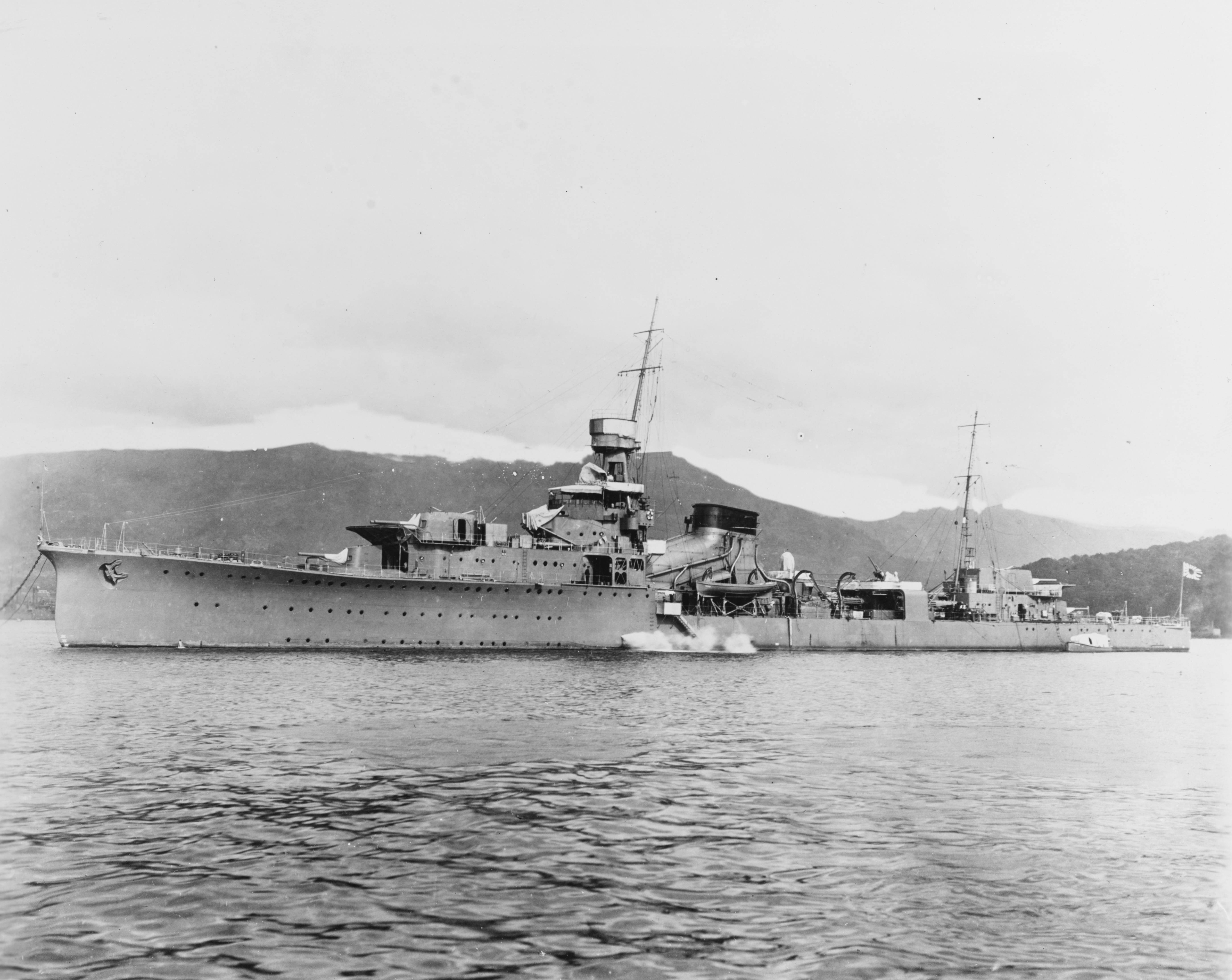
軽巡洋艦夕張

平賀は、留学から帰国した後は海軍艦政本部で艦艇設計に従事した。艦政本部第四部計画主任に就任してからは戦艦紀伊型、重巡洋艦古鷹型、妙高型、軽巡洋艦夕張、川内型、駆逐艦神風型、若竹型を設計した。夕張や重巡洋艦妙高型の軽量化は各国海軍艦艇造船官を注目させた。造船の神様、という賛辞も存在する。
一方、海軍中枢部や他の造船官らからの反対意見には頑として譲らなかったため、平賀譲（ゆずる）ならぬ「平賀不譲（ゆずらず）」と皮肉られた。仕事上の問題で衝突があると、議論の相手が誰であれ怒鳴りつけることもしばしばで（すぐに赤熱するという意味で）「ニクロム線」とも渾名された。この態度が仇となり、周囲からの反感をかい、一時左遷されることもあった。
軽量な艦体に重武装をほどこした平賀の設計は、諸外国からも脅威視された。ワシントン軍縮条約で巡洋艦の分類が主砲口径を基準とされたのは、古鷹型を重巡洋艦にカテゴライズして足枷をはめようという意図があったする説がある。続くロンドン条約では重巡を含む補助艦艇保有量制限がされたのも、妙高型やその改良型の建造を阻止するのが主な目的であったという説もある。
平賀の上司である艦政本部第四部長の山本開蔵が策定した八八艦隊計画は、40センチ砲装備の戦艦12隻の建造にあたって、連装砲塔58基分を共通にして大幅なコストダウンと工期の短縮を図っていた（土佐においては起工から竣工まで僅か24ヶ月）。この日本海軍の急速な海軍戦力の拡張は、ワシントン軍縮会議の原因のひとつとなった。しかし平賀は加賀の設計において連装・3連装砲塔混載という設計変更を希望した。小型軽量化・安定性向上などの利点はあるが、量産効果を台無しにするものであり、山本に拒否されている。
平賀が大正9年12月に第四部計画主任に就任してからの、紀伊型の舷側装甲の増大、川内型軽巡洋艦における重油専焼から石炭混焼への変更、安定性不足を理由とした駆逐艦の船体幅の増加は、前任者の行った艦型の整理による量産体制の否定であり、工期の延長や費用の高騰を招いた。結果、巡洋艦20隻の取得計画が、建造費の増加で12隻に削減された。また、大正10年度設計艦が平賀による設計変更により、重量増加により速力が2～3ノット低下している。
3500トンで5500トンの巡洋艦と同じ戦力を発揮するとした、軽巡洋艦・夕張は、予定重量10パーセント超過により速力が低下。また船体規模の不足から、荒天性能の不足。軽巡洋艦の任務であった水雷戦隊司令部としての機能、人員の余裕不足。航続力不足（14ノット3300海里。ちなみに5500トン巡洋艦は5000海里）。航空機運用能力の付加ができないという欠点があった。ただ夕張は一隻のみ建造された試験的存在であり、後の重巡洋艦設計の礎となり実験艦としての意義はあったという評価もある。
古鷹型も7500トンの予定が1000トン超過して速力低下している。また単装砲塔6基という設計にこだわり、艦政本部第一部の反対を退けて人力揚弾方式を採用。これにより砲塔内の即応弾10発を撃ちつくした後の給弾が追いつかないという欠陥を抱えていた（古鷹型の評価が高かったのは、この欠陥が知られなかったからという説もある）。
妙高型は主砲の散布界が異常に大きく、連装3基の青葉に対し、連装5基で命中率が半分という欠陥があった。また水雷兵装を全廃した事も問題視された。これは国防の基本計画に関わる重大事であるにもかかわらず平賀の独断で実行したからである。用兵側では主砲は8門でよしとし魚雷装備を求めたが、平賀は条約で戦艦の保有が制限されている以上、重巡洋艦は準戦艦たるべしという信念を持っていた。結果論としては時代の移行もあったとはいえ、平賀の独断と一致し、実戦で重巡洋艦の魚雷装備が役立つ事は少なかった。また他国の重巡の主砲が8〜9門に対し、平賀設計の重巡は門数・防御力とも優れていた。しかし、その性能は条約違反の排水量超過によるものであったのも否めず、現場を無視した平賀設計と、現場での尻拭い的改善が原因である。
平賀をかばいきれなくなった山本は、大正12年10月1日付で平賀を第四部計画主任から解任し、藤本喜久雄を後任にすると共に、平賀には欧州への出張・技術調査を命じ、自らは現役から去った。
平賀の後任の藤本喜久雄の最初の仕事は、連装砲塔装備の改古鷹型である青葉型の設計、妙高型の水雷兵装の復活という、平賀設計の問題視された部分の改定であった。藤本は主砲10門はそのままに魚雷装備と両立させ、用兵側を大いに喜ばせた。だが、用兵側の要求より高い目標で応じる藤本設計が、後の悲劇となる。
条約時代の新型水雷艇や新型駆逐艦、新型軽巡洋艦は、平賀が左遷されていた時期に藤本が設計しているが、復原力不足で友鶴事件、第四艦隊事件を起こした。平賀設計に輪をかけた重武装が、トップヘビーを招いたのが原因であった。平賀が担当していれば事件は起きなかったという見解もあり、実際昭和19年（1944年）12月のフィリピン海を襲ったコブラ台風によってトップヘビーだった米軍駆逐艦などが転覆する事故が起きたが、それに対し、平賀が復帰して改善した以降は事故はぴたりと止んだ。ただし、平賀の設計した駆逐艦早蕨も復原力不足による転覆沈没事故を起こしている。
艦政本部長の山梨勝之進は帰朝した平賀を海軍技術研究所造船研究部長に任じ、設計部門への復帰を許さなかった。金剛代艦の設計時においては、技術検討会議の席上で設計部門ではない海軍技術研究所所長でありながら私案を提出し再び批判を浴びたが、副砲を高速航行時には使用できないケースメート式にする（対駆逐艦戦闘に使用する事ができない）、後檣楼が省かれたために予備の射撃指揮所が無いなど設計の内容でも酷評を受けている。平賀はこのときの設計案においても連装、3連装の混載を主張した。このころには「船作りは上手いが軍艦作りの能力の無い造船官」という評価であったという。
昭和7年（1932年）には、既に採用されかけていた海軍駆逐艦の主砲高角砲統一案を廃案にしたとされ、これが仇となって太平洋戦争中、日本海軍は米国海軍に対し対空能力において大幅な劣勢を強いられることとなる。もっともこれは、平賀が左遷後、予備役に追いやられた時であり、この時期の平賀がどの程度影響力を行使できたかは疑問符がつく。また駆逐艦の主砲高角砲化は島風建造時にも検討され、松型駆逐艦において実現しており、これは左遷されていた平賀の復帰後の事である。
藤本の急死後、後継者には同い年の江崎岩吉と福田啓二が挙がったが、平賀の弟子である福田が計画主任に任じられている。昭和10年（1935年）7月、特型駆逐艦「叢雲」がうねりによって船体にしわが発生する事件があった。これを調査した牧野茂造船少佐は船体強度上の重大な欠陥とし、同型艦すべての入渠修理を上申したが容れられず、豊田貞次郎艦政本部総務部長の決定の下、定例修理で対応する予定であった。9月に第四艦隊事件が発生すると、平賀は牧野造船少佐の上申を握りつぶした上で、藤本とコンビを組んでいた江崎を「事前の処置を図らなかった」として呉工廠に転出させる辞令を出し「将来のことを考え民間会社に移ってはどうか」と「忠告」したという。
この頃、設計部門に返り咲いた平賀は戦艦設計の唯一の経験者として絶大な影響力を振るうようになっていた。軍令部要求に従って速力30ノット以上、主砲の艦首集中配備、充実した航空艤装を持った高速戦艦として藤本・江崎コンビによって設計が進んでいた大和型は、これ以降、平賀好みの重防御中速戦艦として設計変更が進むことになる（もっとも大和型の27ノットが、当時果たして中速だったのかは異論がある。事実、キングジョージV世級、サウスダコタ級戦艦も同速度である）。そしてこのときも主砲の連装、三連装を混載した設計案を提出し、軍令部から砲塔二種の生産余力なしと拒否されている。
平賀は当時の列国の新造艦では廃止される傾向にあった中央隔壁をどの艦にも設けたが、これは船体を多少強固にする反面、魚雷命中等、何らかの要因で艦が浸水した場合に、隔壁によって片舷のみが浸水し、傾斜、沈没しやすくなる致命的な欠陥があった。太平洋戦争では、これが裏目に出て、日本の巡洋艦は一発程度の被雷（魚雷命中）で頻繁に傾斜、転覆するなど比較的損害が多かった。（第一次ソロモン海戦における重巡洋艦加古の沈没がその一例）
平賀は溶接工法に反対しリベット工法にこだわり、結果として被弾時の損害が増えたり（リベットの破損による他箇所への損害波及）また、船体のブロック工法等の新技術を取り入れにくくするディーゼルエンジンへの不信など、保守的な手法を用いるがゆえに古い技術による無駄の多い設計となっていた。
また、彼が設計を指導した大和型は防水隔壁の数が過小（20年も古い長門型と同数の23）、被弾、損傷時に於けるダメージコントロールの研究も怠っていた（反して藤本はよく研究していた）。その一方でわずかな能力向上のためにコストを度外視し・造船の現場を無視した設計を行い、そして重量超過や工期の遅れについては厳しく「指導」した。
平賀の上司であった山本は、敗戦の責任の多くが艦政にあり、その原因が平賀の艦政本部復帰にあると考えていたと言われる。戦後、造船協会が山本に名誉会員の称号を贈ろうとしたときはこれを固辞し、強行するなら協会を脱退する、自分はそのような名誉を受けるに値する人間ではない、と言ったといわれる。

## 人物像
- 仕事のことばかり考えていて、職場で私服から軍服に着替えるのを忘れてしまったり、食事を取るのも忘れて没頭してしまうほどであった。反面私生活では、家人に仕事の話をせず、休みは朝湯、将棋、映画鑑賞などに夢中になった。
- 菊づくりが趣味で、庭に1200鉢あまりの菊を持っていた。賞も数多く受けるなどその腕はプロ級であった。
- レナウン級巡洋戦艦やネルソン級戦艦の基本設計をしたユースタス・テニソン・ダインコート（英語版）と親交があった。
- 生真面目な性格だったが、反面さばけたところもあり、東京帝大総長時代の1940年（昭和15年）1月23日、宮中にて昭和天皇にご進講を行った際にはカフスに書き込みをして、「生まれて初めてのカンニングをした」と記者会見で白状。満座を爆笑させた。

## 家族・親族
妻は原正幹（工学士、岳父は花房直三郎）の妹・カズ。長男・平賀謙一（男爵）の妻・てるは実吉純郎の二女。三女は元サントリー社長の佐治敬三に、姪（原正幹の長女）は建築家の平山嵩（天文学者・平山信の次男）にそれぞれ嫁いでいる。

## 著作
- 『平賀譲遺稿集』牧野茂 監修・内藤初穂 編（出版協同社、1985年） ISBN 4-87970-041-X

## 伝記
- 内藤初穂 『軍艦総長 平賀譲』
文藝春秋（1987年） ISBN 4-16-341910-1
中公文庫（1999年） ISBN 4-12-203480-9